# Liste der Monuments historiques in Matafelon-Granges
Die Liste der Monuments historiques in Matafelon-Granges führt die Monuments historiques in der französischen Gemeinde Matafelon-Granges auf.

## Liste der Bauwerke
| Bezeichnung      | Beschreibung                  | Standort | Kennzeichnung | Schutzstatus | Datum | Bild           |
| ---------------- | ----------------------------- | -------- | ------------- | ------------ | ----- | -------------- |
| Schloss Coiselet | Erbaut ab dem 14. Jahrhundert | (Lage)   | PA00116423    | Inscrit      | 1983  | weitere Bilder |